# Ягул (Кізнерський район)
Ягу́л (рос. Ягул) — присілок (колишнє селище) в Кізнерському районі Удмуртії, Росія.
Населення становить 732 особи (2010, 856 у 2002).
Національний склад (2002):
- росіяни — 68 %

Урбаноніми:
- вулиці — Вокзальна, Жовтнева, Заводська, Комсомольська, Мала, Нова, Першотравнева, Піонерська, Станційна, Центральна, Шкільна
- провулки — Лісовий